# 부활절 봉기
부활절 봉기(영어: Easter Rising 이스터 라이징[*], 아일랜드어: Éirí Amach na Cásca 에어리 아마흐 너 카스카)는 1916년 4월 부활절 주간에 아일랜드인들이 영국에 대항해 일으킨 무장항쟁이다.
부활절 봉기는 아일랜드 공화주의자들의 주도하에 무력을 통해서 영국으로부터의 독립을 성취하기 위해 일으켰다. 이 사건은 아일랜드 독립 운동에서 1798년의 '청년 아일랜드인 협회'의 항쟁 이후 가장 중요한 항쟁로 여겨지고 있다. 봉기는 비밀조직인 '아일랜드 공화주의 형제단'에 의해 계획되었으며, 1916년 부활절 주간의 월요일인 4월 24일부터 4월 30일까지 지속되었다.
주도 세력은 교사이자 변호사였던 패트릭 피어스가 이끈 아일랜드 의용군이었고, 좀 더 작은 규모로 사회주의 사회를 건설함으로써 진정한 자유를 바란 사회주의자 제임스 코놀리가 이끈 아일랜드 시민군도 연합작전을 펼쳤다. 이들은 기습작전을 통해 더블린의 주요 거점을 점령하고 영국으로부터 독립한 '아일랜드 공화국'을 선언했다. 부활절 선언은 더블린 중앙 우체국에서 패트릭 피어스가 낭독했다.
더블린 외에 아일랜드의 다른 지역에서도 봉기가 있었으나, 카운티 메스의 애쉬본을 제외하면 그다지 성공적이지 못했다. 봉기는 영국군과의 6일간의 교전 끝에 진압되었으며, 지도자들은 군사재판에 회부되어 처형되었다. 그러나 이 사건은 무장투쟁 전통의 공화주의를 아일랜드 정치의 전면으로 부각시키는 데에 결정적인 역할을 했다. 봉기에서 선언된 '아일랜드 공화국'은 약 3년 후인 1919년 1월에 아일랜드 초대 의회에 의해 승인되며 다시 선언되었다.

## 배경: 의회정치와 무장투쟁의 경쟁
1800년 합방령으로 인해 아일랜드는 영국과 합쳐져 '그레이트브리튼 아일랜드 연합 왕국'의 일부가 되었다. 이에 대한 반대운동은 크게 의회정치와 무장투쟁이라는 2가지의 형태로 전개되었다.
대니얼 오코넬은 1840년에 '합방철회연합'을 창설하여, 대중 집회 등의 방법을 통해 영국 하원에서 합방령을 철회하도록 만들고자 했다. '청년 아일랜드'운동은 원래 이 합방철회운동을 지지하기 위해 만들어졌는데, 1846년에 무장투쟁 문제에 대한 이견으로 인해 오코넬과 결별하게 되었다. 이에 청년 아일랜드 운동은 윌리엄 오브라이언, 토머스 메거, 존 딜런 등의 지도하에 1848년에 청년 아일랜드인 봉기를 일으켰다. 한편 '아일랜드 공화주의 형제단'은 1867년에 또다른 무장 반란을 일으켰으나 실패했다. 이후 이 조직은 회원들의 충성 맹세에 기반을 둔 비밀조직으로 유지되었다.
이후 자치연맹과 찰스 스튜어트 파넬이 이끈 아일랜드 의회당은 영국 의회에서 많은 의석을 차지하는 데에 성공했다. 이들은 의회에서 의사방해 전술과 세력 균형자 역할을 통해, 아일랜드 자치법안을 3차례 마련하는 데 성공했다. 제1차 아일랜드 자치법안은 1886년에 마련되었는데, 하원에서 부결되었다. 제2차 아일랜드 자치법안은 1893년에 마련되었는데, 하원에서 통과되었지만 상원에서 부결되었다. 제3차 아일랜드 자치법안은 1912년에 마련되었는데, 마찬가지로 하원에서 통과되고 상원에서 부결되었다. 하지만 1911년에 만들어진 새로운 영국의회법은 상원의 반대에도 불구하고 2년 뒤에 법안을 실행시킬 수 있도록 하였다.
이에 아일랜드 북동부 얼스터지역의 아일랜드 합방주의자들은 격렬하게 반발하였고, 에드워드 카슨 경의 지도 하에 1913년 1월 13일에 얼스터 의용군을 창설하였다. 이에 대한 반발로 자치법안을 방어하기 위한 아일랜드 의용군이 1913년 11월 11일에 창설되어, 두 민간 군사조직은 서로 대립하게 되었다.
제3차 자치법안은 1914년 9월 18일에 영국 왕의 승인을 받았다, 하지만 합방주의자들이 다수를 차지하고 있는 아일랜드 북동부 6개 카운티 지역은 법의 적용을 '일시적으로 제외’하였다. 그러나 자치법안은 한달 전에 발발한 제1차 세계대전으로 인해 전쟁이 끝날 때까지 시행이 연기되었다.
한편 아일랜드 공화주의 형제단은 토머스 클라크와 션 맥더모트의 지도하에 재구성되고 있었다. 이들은 영국 왕을 섬기면서 얻어내는 자치에서 머무르는 것이 아니라 완전히 독립한 아일랜드 공화국을 수립하려는 계획을 세우고 있었다.

## 봉기의 계획과정
부활절 봉기는 대부분 아일랜드 의용군에 의해 수행되었지만, 그 계획은 아일랜드 공화주의 형제단에 의해 세워졌다. 1914년 8월에 제1차 세계대전이 발발한 직후, 아일랜드 공화주의 형제단 최고위원회는 "영국의 어려움은 아일랜드의 기회다"라는 오래된 격언에 따라 전쟁이 끝나기 전의 적절한 시점에 행동을 취하기로 결정했다. 이를 위해 재정을 담당하고 있던 톰 클라크는 군사위원회를 만들어 봉기를 계획하였다. 군사위원회는 처음에 톰 클라크, 패트릭 피어스, 이몬 센, 조제프 플렁켓 등으로 구성되었고, 션 맥 디아르마다가 곧이어 합류했다.
이들은 모두 아일랜드 공화주의 형제단에 소속되어 있으면서도, 톰 클라크를 제외하면 모두 아일랜드 의용군에도 소속되어 있었다. 이들은 1913년 이래 점차적으로 아일랜드 의용군의 지휘권을 장악하게 되었고, 아일랜드 공화주의 형제단의 회원들은 기회가 있을 때마다 지휘관으로 승격되었다. 그리하여 1916년에는 의용군의 지도부 중 다수가 무력투쟁을 선호하는 헌신적인 공화주의자들로 구성되어 있었다. 여기서 기억해 둘만한 예외는 바로 창설자이자 참모총장이었던 에오인 맥네일이었다. 그는 아일랜드 의용군이 제1차 세계대전이 진행되는 동안에 영국측과 협상을 하는 데에 유용한 수단이 되기를 바랐으며, 성공할 가능성이 거의 없는 반란은 반대하는 입장이었다. 맥네일은 만약 영국이 전쟁을 위해서 아일랜드에 징병제를 도입하려고 할 경우, 혹은 아일랜드 민족주의 운동을 탄압하는 작전을 개시할 경우에 한해서 반란을 찬성하고 있었다. 그는 그러한 경우에 무장 반란이 대중적인 지지를 얻어 성공할 가망이 있다고 생각했다. 맥네일의 견해는 버머 홉슨 등 아일랜드 공화주의 형제단의 회원 중 일부에 의해서도 지지를 받았다. 그럼에도 불구하고, 아일랜드 공화주의 형제단 내에서 무력투쟁을 주장하는 세력은 맥네일을 (필요하다면 속임수를 통해서라도) 그들의 편으로 데려오기를 바랐고, 그렇지 않을 경우 그의 명령을 다같이 거부하고자 했다. 봉기의 결과를 본다면 그들은 이 두가지 방안 중 어느 것도 제대로 수행하지 못하게 되었지만.
이들의 계획이 만난 첫 번째 장애물은 제임스 코놀리였다. 그는 주로 노동조합에 소속된 사회주의자 남녀로 구성된 아일랜드 시민군의 지도자였는데, 아일랜드 공화주의 형제단의 계획을 전혀 알지 못한 까닭에, 만약 다른 정치세력들이 행동하지 않는다면 자신들의 힘만으로 반란을 일으키겠다고 위협한 것이다. 하지만 아일랜드 시민군은 겨우 200명 정도에 불과했기 때문에, 만약 그들이 어떤 행동을 취한다면 대실패로 끝날 것이 분명하고, 이후에 아일랜드 의용군이 성공적인 봉기를 일으킬 기회를 없애버릴 가능성이 많았다. 그래서 아일랜드 공화주의 형제단의 지도부는 1916년 1월에 코놀리를 만나 그들과 힘을 합치자고 설득했다. 그들은 다가오는 부활절에 행동을 개시하기로 합의했고, 코놀리는 군사위원회의 6번째 멤버가 되었다. 나중에는 여기에 토마스 맥도나가 7번째이자 마지막 멤버로 합류했다.
패트릭 피어스는 봉기 계획이 밀고자들에 의해 새어나가지 않도록 하기 위해서, 또한 아일랜드 의용군 지도부 자체를 혼란시키기 위해서 위장 명령을 내렸다. '행진과 훈련'을 부활절 주간의 일요일부터 3일간 실시하라는 명령을 내린 것이다(그는 조직부 책임자였기 때문에 이런 명령을 할 권한이 있었다). 그의 생각은 이랬다. 의용군 내의 진정한 공화주의자들, 특히 아일랜드 공화주의 형제단의 회원들은 이 명령을 무엇을 의미하는지를 정확하게 파악할 것이고, 맥네일 같은 사람들 혹은 더블린 성의 영국 관리들은 명령을 액면 그대로 받아들일 것이라고 본 것이다. 하지만 맥네일은 분위기가 심상치 않음을 느끼고, '더블린 성에 알리는 것만 빼고 가능한 모든 일을 하여' 봉기를 막겠다고 위협했다. 그런데 아일랜드 공화주의 형제단은 로저 케이스먼트 경과의 협조를 통해서 독일측의 무기를 실은 배를 카운티 케리를 통해 상륙시키려는 계획을 가지고 있었다. 주저하는 맥네일에게 맥 디아르마다가 이 사실을 알리자 맥네일은 일단 봉기에 찬성했다. 그러나 바로 다음 날, 무기를 실은 배가 영국 해군에게 적발되었다는 사실을 알게 되자, 맥네일은 다시 원래의 입장으로 돌아가 봉기를 반대했다. 그는 의견을 같이하는 벌머 홉슨이나 오 라힐리 등의 지지 속에서 아일랜드 의용군 전체에 반대명령을 내렸다. 일요일로 예정된 모든 행동을 취소한다는 내용이었다. 이로 인해 봉기는 하루 늦춰졌는데, 그보다도 봉기에 참여한 의용군의 숫자가 크게 줄어드는 데에 결정적인 영향을 주었다.

## 부활절 봉기 중 처형된 사람들
| - 패트릭 피어스 - 토머스 제임스 클라크 - 토머스 맥도나 - 조지프 메리 플렁켓 - 에드워드 (네드) 댈리 - 윌리엄 피어스 - 마이클 오 핸러핸 - 존 맥브라이드 | - 이먼 시닛 - 마이클 멀린 - 코넬리어스 콜버트 - 션 휴스턴 - 션 맥더멋 - 제임스 코놀리 - 토머스 켄트 - 리차드 켄트 - 로저 케이스먼트 |

## 결과
| “ | 너무도 오랜 희생은 가슴 속에 돌을 박는다. | ” |
|   | — 예이츠, 〈1916년의 부활절〉             |   |

부활절 봉기에 대한 더블린 사람들의 첫 반응은 뜨끈미지근 한 것이었다. 일부는 오히려 봉기에 참여한 사람들을 비난하기도 하였다. 그러나 영국군에 의해 무차별 사격이 일어나고 무고한 희생이 뒤따르자 사람들은 분노하였다. 영국 정부가 부활절 봉기의 배후를 오인하여 신페인을 지목하자 신페인의 인기는 급상승하였다. 1918년 신페인은 독자적으로 열린 아일랜드 의회 선거에서 다수당이 되었다.

## 같이 보기
- 아일랜드의 반란 목록

## 참고 문헌
- Max Caulfield, The Easter Rebellion, Dublin 1916 ISBN 1-57098-042-X
- Tim Pat Coogan, 1916: The Easter Rising ISBN 0-304-35902-5
- Michael Foy and Brian Barton, The Easter Rising ISBN 0-7509-2616-3
- Robert Kee, The Green Flag
- F.X. Martin (ed.), Leaders and Men of the Easter Rising, Dublin 1916
- Dorothy McCardle, The Irish Republic
- F.S.L. Lyons, Ireland Since the Famine ISBN 0-00-633200-5
- John A. Murphy, Ireland In the Twentieth Century
- Edward Purdon, The 1916 Rising